# 送毛山道
送毛山道（おくりげさんどう）は、北海道石狩市浜益区南部の送毛と毘砂別（びしゃべつ）を結ぶ山道。送毛から九十九折りに登って、標高353メートルの頂上を越え、徐々に毘砂別へと下っていく行程である。
かつては国道231号の一部をなしていたが、21世紀現在では石狩市道「毘砂別送毛線」となっている。

## 歴史

### 19世紀
19世紀後半、江戸幕府は蝦夷地の道路開削を計画し、その実行を各地の場所請負人たちに命じた。送毛山道の工事については送毛番屋の番人である茂吉に声が掛かり、さらにその茂吉は岩内の出稼人である柳川善蔵に仕事を託した。
1857年（安政4年）、柳川善蔵は茂吉と、浜益アイヌ脇乙名のシカノスケとともに山道の踏検調査を実行。ルート選定時にアイヌが参加しているところから、山道はもともと存在していた浜益アイヌの生活道路をなぞって造られたと考えられる。その後、柳川は漁場出稼人や、浜益アイヌを雇い入れ、同年9月に工事を完成させた。なお松浦武四郎が、開削間もないこの山道を通った旨を日誌に記している。

### 20世紀
昭和時代、浜益村の南端から北端へと通じる縦断道路が国道231号に指定され、改良工事を受ける運びとなった。最初にその改良を施されたのが送毛山道で、江戸時代の開削時とは反対に毘砂別側から切り始められた。
工事は1952年（昭和27年）の時点で部分的に始められていたが、1954年度（昭和29年度）は予算の都合により休止となった。
1955年（昭和30年）9月、改めて起工式が行われ、この年には1100万円の工事予算が投じられた。改良工事は1958年（昭和33年）に完成し、送毛までのトラック通行が可能になったという。
1976年（昭和51年）、国道231号に送毛トンネルが開通し、送毛山道は旧ルートとなった。

## ギャラリー

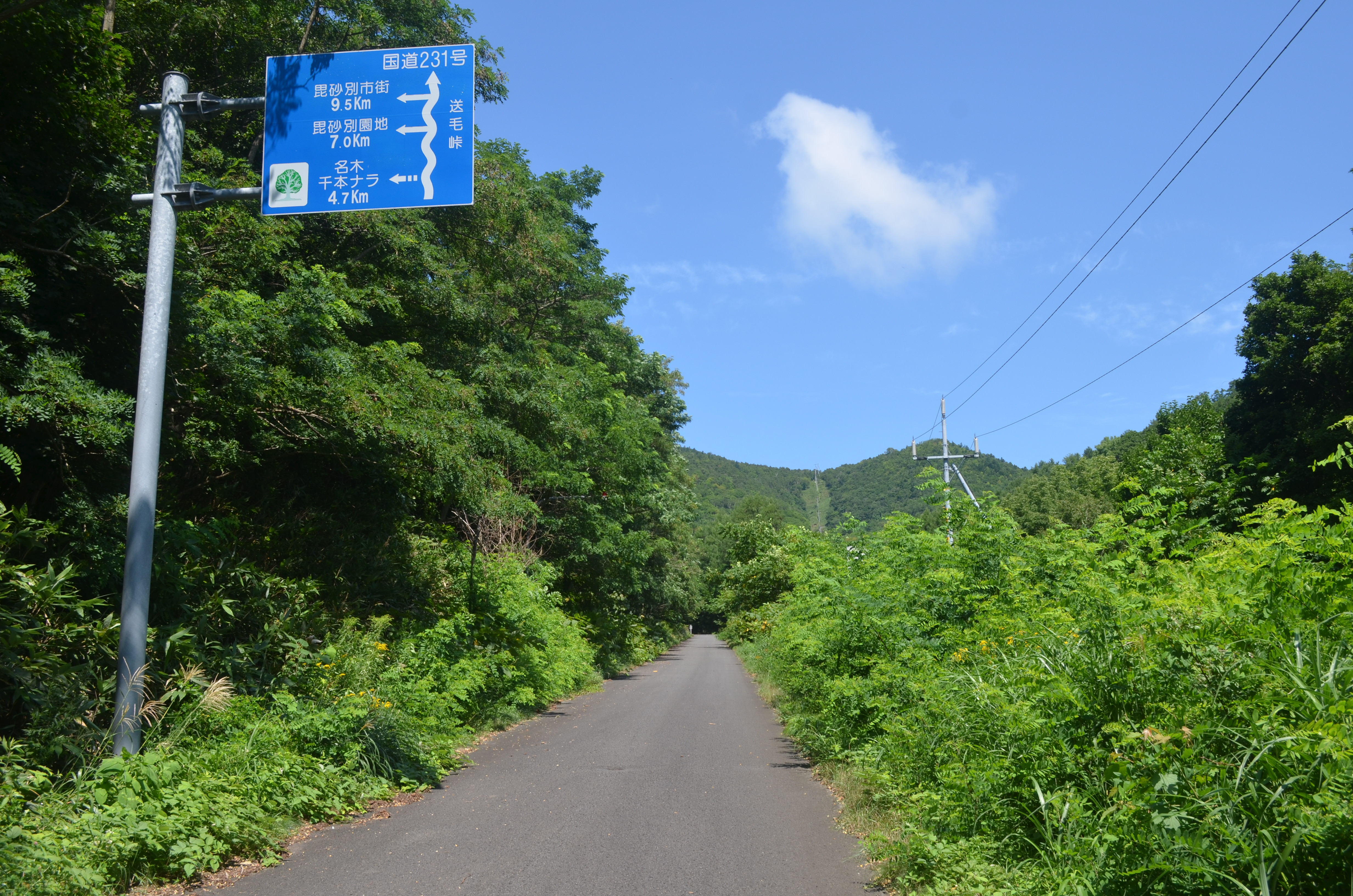
送毛側入口
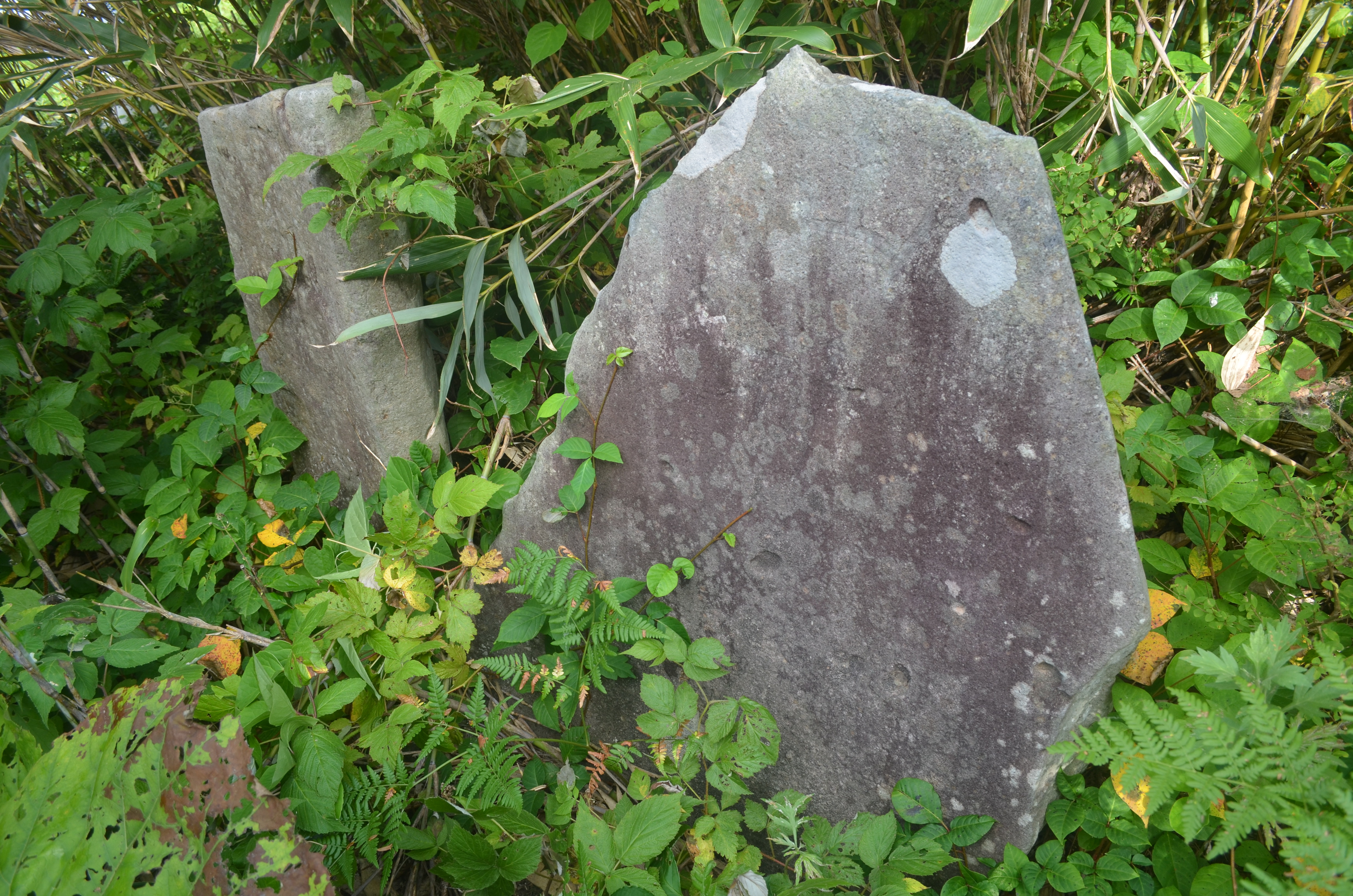
山神碑
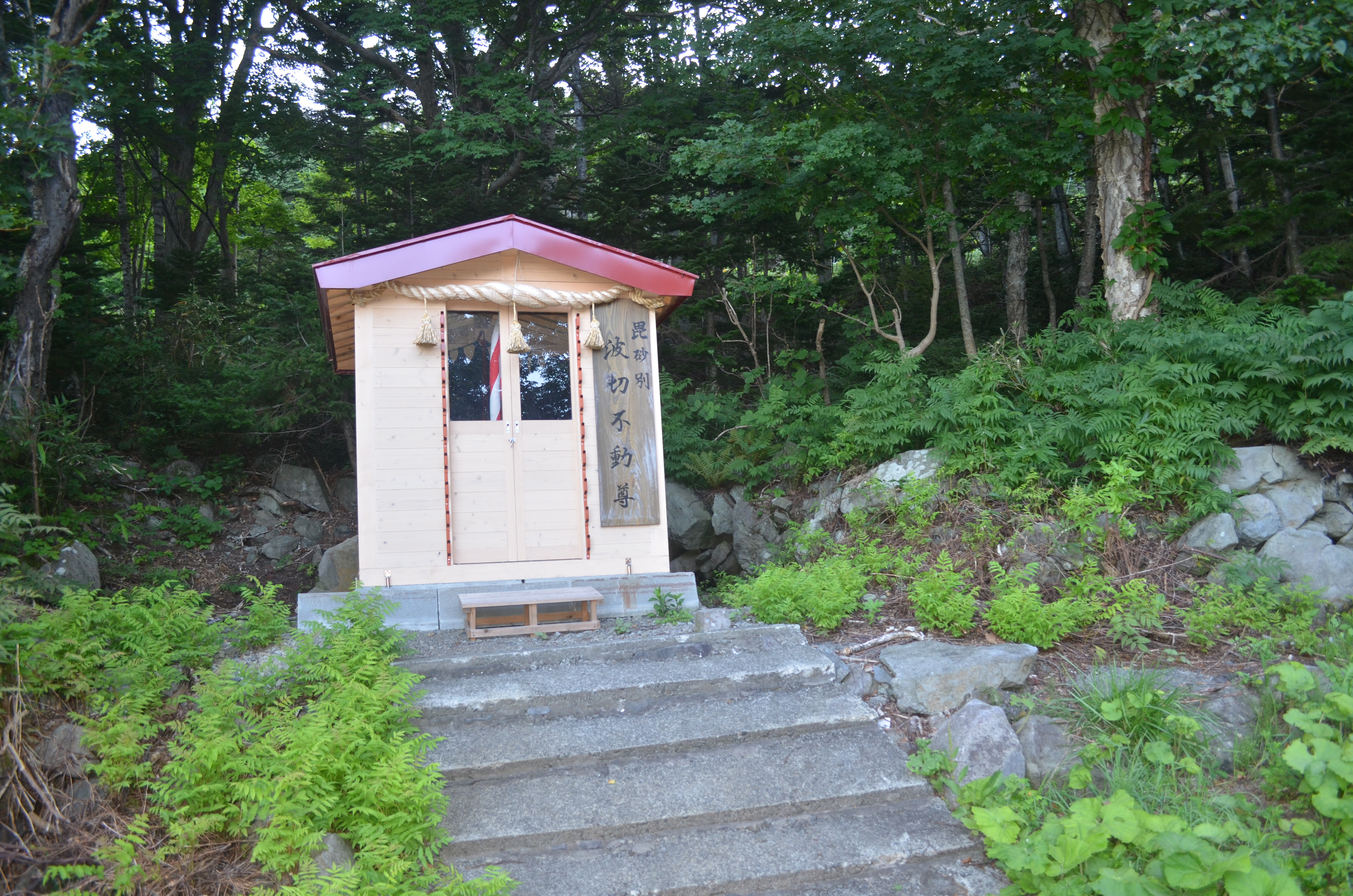
毘砂別冷水波切不動堂
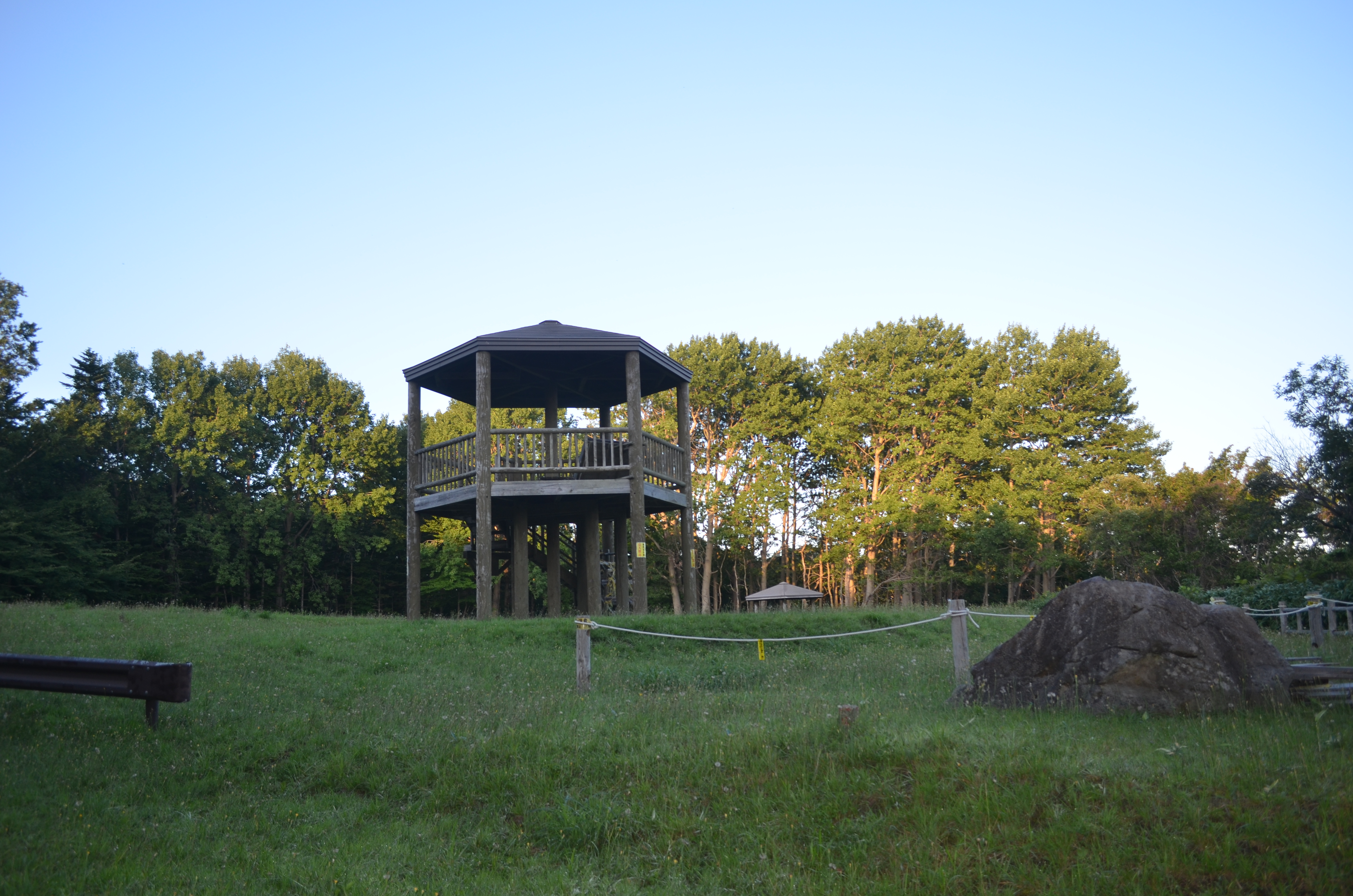
毘砂別園地
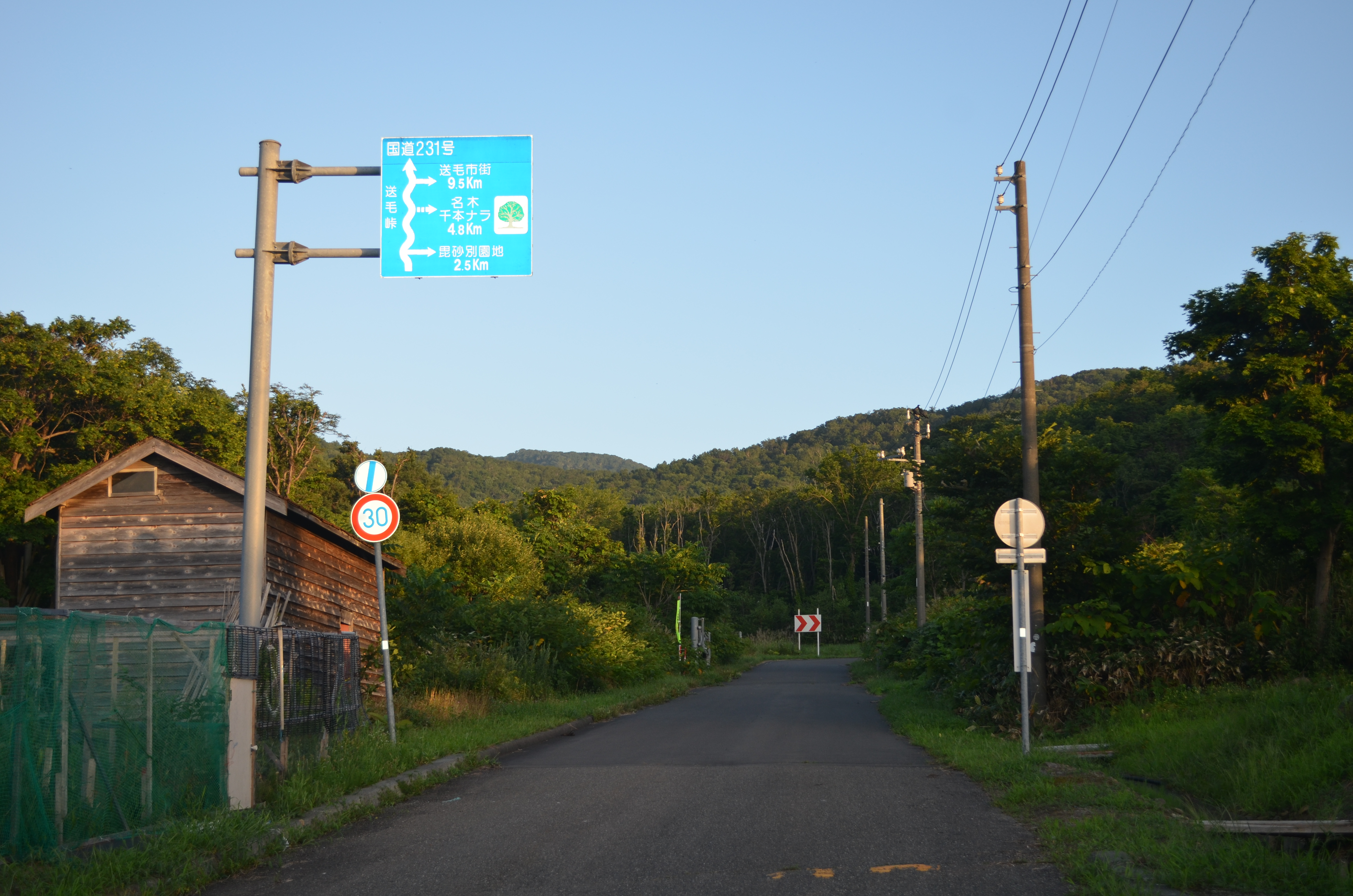
毘砂別側入口

## 参考資料
- 『浜益村史』1980年3月。
- 『石狩の碑 第五輯 浜益区編』石狩市郷土研究会〈いしかり郷土シリーズ〉、2015年12月。
- 伊藤駿 (2023年7月6日). “ディープに歩こう 第3部 石狩・浜益 (8) 巨木「千本ナラ」”. 北海道新聞:  地域の話題：札幌 17面